# HD 98800
HD 98800 é um sistema estelar quadruplo localizado na direção da constelação de Crater, como magnitude aparente de +9.11, a aproximadamente 150 anos-luz da Terra. Está localizado na associação TW Hydrae, e sua idade se estima em uns 10 milhões de anos.

## Sistema estelar
O sistema estelar consiste em quatro estrelas T Tauri (anãs laranjas de tipo espectral K) que formam dois sistemas binários, denominados HD 98800A e HD 98800B, separadas entre si por 50 U.A.. Ao redor de HD 98800B foi descoberto um disco protoplanetário, o que não parece existir um disco similar ao redor do outro par de estrelas.

## HD 98800B

### Disco protoplanetário
Com a ajuda do Telescópio Espacial Spitzer, foi descoberto que o disco apresenta duas zonas diferenciadas. Um cinturão exterior estende-se por 5,9 UA do par, quase mesma distância entre Júpiter e o Sol. Os cientistas supõem que este cinturão está formado por cometas e asteróides. Um cinturão interior se encontra a uma distância entre 1.5 e 2 UA do par de estrelas e se pensa que provavelmente está formado por pequenos grãos.

### Possível planeta
Quando a divisão do disco protoplanetário habitualmente se deve à formação de planetas extra-solares, neste caso a ação gravitacional do par HD 98800A faz com que as partículas de poeira fiquem sujeitas à forças complexas que variam ao longo do tempo, porque a existência do Planeta extra-solar é especulativa. A poeira formada pela colisão de objetos rochosos no cinturão externo deveria emigrar para o cinturão interno. Contudo, no caso de HD 98800B, as partículas de poeira não movem-se uniformemente no disco interno segundo o esperado, o que pode levar a existência de planetas ou bem a influência gravitacional que exerce o outro par de estrelas a uma distância de 50 UA.